# Якобус де Цессоліс

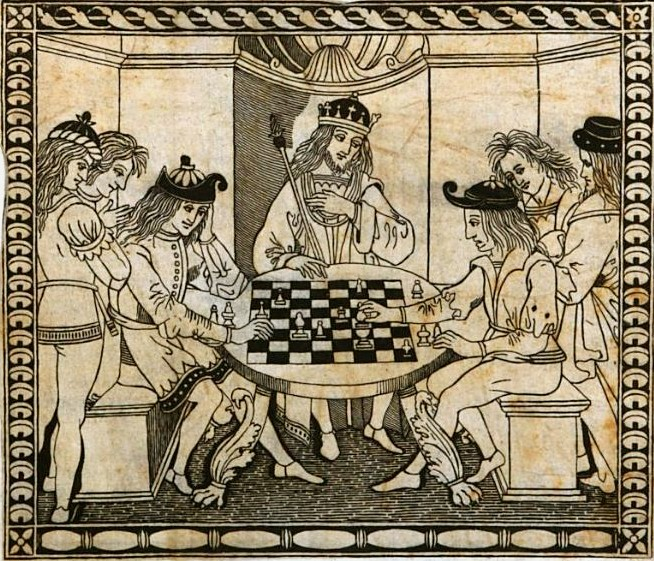
Ілюстрація з Libellus de moribus hominum et officiis nobilium ac popularium super ludo scachorum

Якобус де Цессоліс (Якопо да Чессоле, лат. Jacobus de Cessolis, італ. Jacopo da Cessole; бл. 1250 — бл. 1322) — італійський шахіст, домініканський монах, автор найвідомішої середньовічної книги етики з шахів, Liber de moribus hominum et officiis nobilium super ludo scacchorum («Книга моралі людей і обов'язків дворян і народу через шахи»), відому також під скороченою назвою De ludo scachorum («Про гру в шахи»), написаної в останній чверті XIII століття.

## Біографія
Якопо да Чессоле походив із Чессоле (провінція Асті, П'ємонт, Північна Італія). Став домініканським чернцем, мешкав у Ломбардії, а в 1317—1322 — у Генуї. Використав шахи як основу для серії проповідей про моральність. Пізніше вони увійшли до Liber de moribus hominum et officiis nobilium super ludo scacchorum («Книга моралі людей і обов'язків дворян і народу через шахи»), відому також під скороченою назвою De ludo scachorum («Про гру в шахи»), написану в останній чверті XIII століття (перше друковане видання: Утрехті, 1473, латинською мовою).
Суттю книги є науки гри в шахи (як ходять шахові фігури, яка роль кожної фігури у грі), доповнена роздумами на філософську, моральну, суспільну та релігійну тематику. Цессоліс проводить паралелі між партією в шахи та реальним життям, наводячи цитати з Біблії, церковних діячів і письменників-класиків.
Ця робота мала велику популярність у XIV—XVI століттях, була перекладена багатьма мовами (німецька, французька, англійська, каталонська, італійська, іспанська і т. д.). Англійський переклад книги став основою для The Game and Playe of the Chesse (1474) Вільяма Кекстона — однієї з перших книг, виданих англійською мовою.